# Pachycara arabica
Pachycara arabica är en fiskart som beskrevs av Møller 2003. Pachycara arabica ingår i släktet Pachycara och familjen tånglakefiskar. Inga underarter finns listade i Catalogue of Life.